# عابدین
عابدین نام شهر و شهرستانی در استان قاهره مصر می‌باشد.